# موريس شومان
ولد موريس شومان في 10 أبريل 1911 في باريس وتوفى في 9 فبراير 1998 في نفس مكان مولده (دفن في أسنل في باس نورماندي بالقرب من الشاطئ الذي كان يبحر به في 1944 ). موريس شومان هو رجل سياسة وصحفى وكاتب فرنسى .

## شبابه
كان موريس شومان إبنا لصانع أقمشة من أصل يهودى ألزاسى . درس في مدارس جونسون دى سيلى وهنرى الرابع ثم بكلية الأداب بباريس . بعد حصوله على الليسانس في مجال الفلسفة ، دخل مجال الصحافة في وكالة هافاس منذ نهاية دراسته (1935-1936) . نشرت مقالاته في جريدة التقرير الكبير التي كان يشغل بها منصب نائب الرئيس وفي جرائد سبعة والوقت الحاضر والحياة الفكرية والفجر والحقائق والشركة كمحرر في السياسة الخارجية 
قبل الحرب ، كان عضوا في القسم الفرنسى للعامل العالمى (SFIO).

## إذاعة فرنسا الحرة على راديو لندن: الفخر والوطن
في 1939 , جند تطوعيا كمترجم عسكرى بالفيلق البريطانى . في 21 يونيو 1940 , أبحر من سان جون دى لوز إلى إنجلترا على متن سفينة بولندية M/S Batory 
و انضم إلى الجنرال شارل ديجول وأصبح المتحدث الرسمى باسم فرنسا الحرة . كان يسمع صوته في برنامج الفخر والوطن على موجات إذاعة راديو لندن . قام بعمل أكثر من 1000 مداخلة في هذا البرنامج في الفترة ما بين 19 يوليو 1940 و30 مايو 1944.
في 1944 , ترك لندن ليشارك في معركة فرنسا مع الجيش البريطانى ثم مع الكتيبة المحصنة الثانية التابعة لفرنسا بأمر من الجنرال بيير بيلوت . أبحر في نورماندى في مهمة دعم الروابط مع القوات الفرنسية الداخلية ثم شارك بنشاط في تحرير باريس.
قال عنه الجنرال ديجول : «كان واحدا من الاوائل ومن الأفاضل ومن الأكثر فعالية»

## وصلات خارجية
- موريس شومان على موقع مونزينجر (الألمانية)